# Memelburg

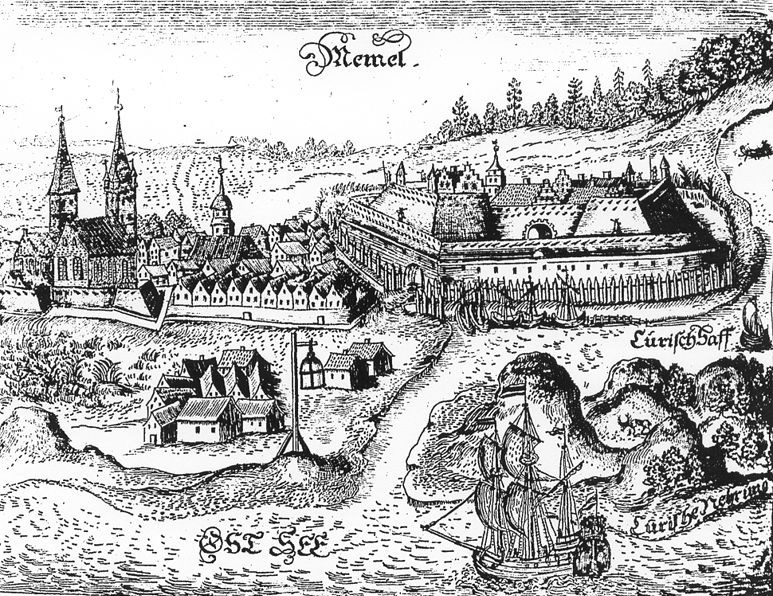
Memelburg (16. Jh.)

Lageplan (1742)

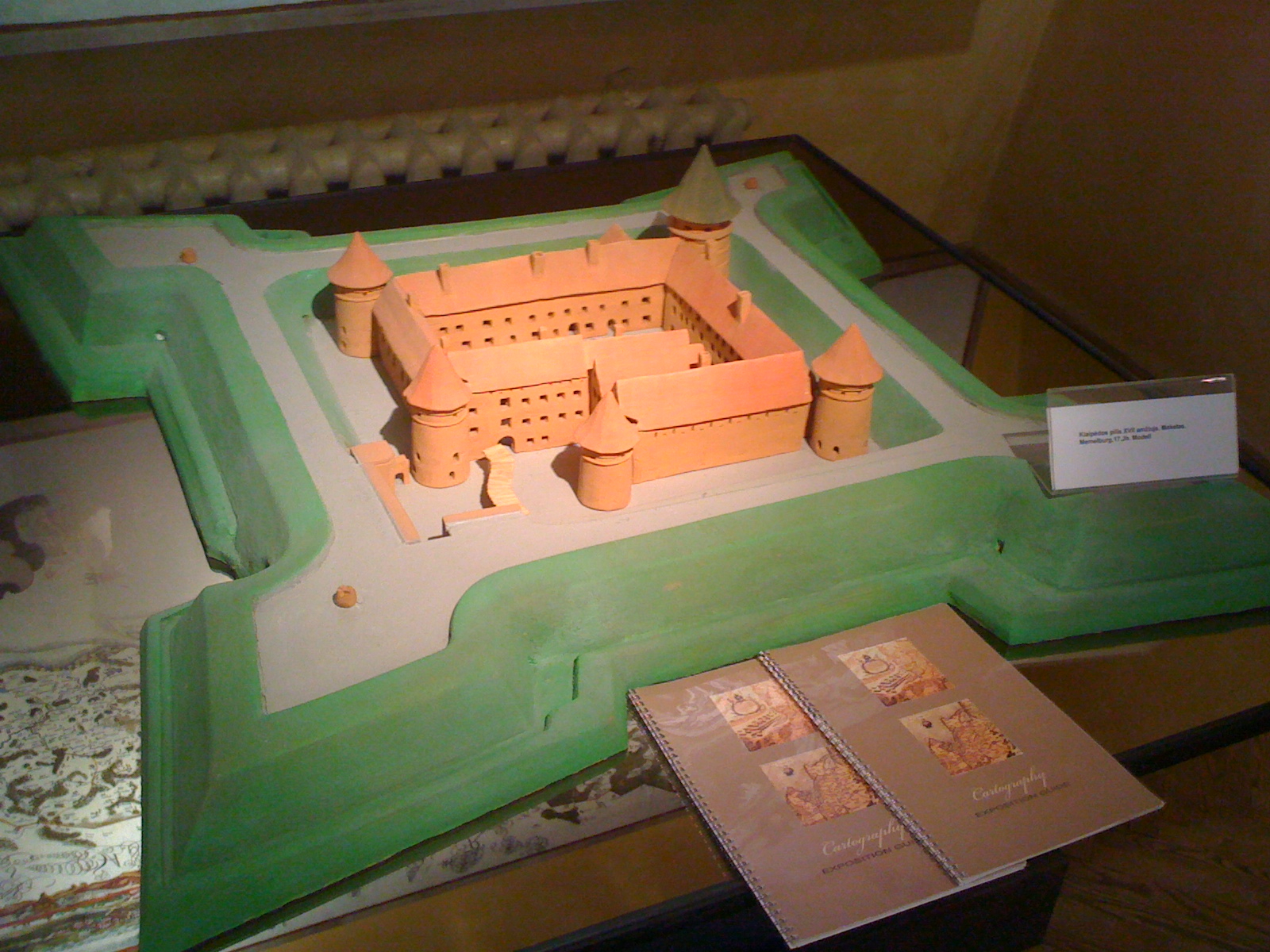
Modell der Memelburg mit Bastionen (17. Jh.)

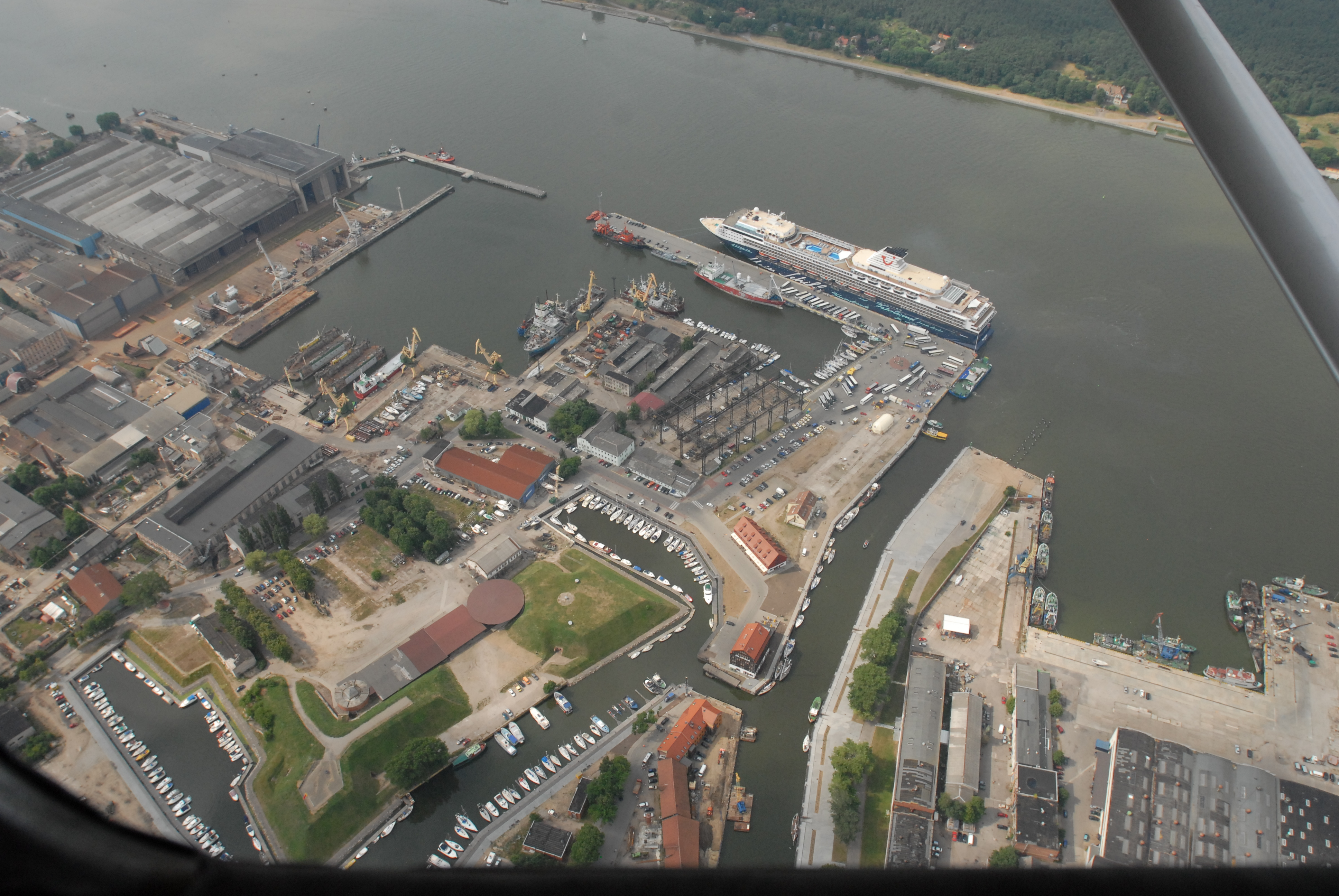
Luftbild mit Bastionen und Hafen von Klaipeda (Memel)

Die Memelburg war eine Deutschordensburg an der Mündung des Kurischen Haffs in die Ostsee. Im heutigen Klaipėda (deutsch: Memel) wird sie ausgegraben und, nach langen Vorarbeiten, in Etappen wieder aufgebaut.

## Geschichte
Vom Schwertbrüderorden als Holzburg im Marschland zwischen Memel und Dange gebaut, diente die Burg als Vorposten der Mission in Kurland und Litauen. Die 1253 gebaute Steinburg wurde 1379 von Litauern und Schamaiten zerstört, 1393 mit einem Bergfried wiedererrichtet und noch im selben Jahr von Litauern erneut zerstört. Laufend erneuert und erweitert wurde sie vor allem ab 1408 von Ulrich von Jungingen. Sie behielt auch nach der Niederlage des Deutschen Ordens in der Schlacht bei Tannenberg (1410) ihre Bedeutung. Sie wurde gegen litauisches Geschützfeuer gewappnet und durch französische Ingenieure in der Mitte des 16. Jahrhunderts weiter zur Festung ausgebaut. Mit dem Hauptgebäude und den fünf Türmen wurde sie 1629 im Polnisch-Schwedischen Krieg von schwedischen Truppen verwüstet. Durch einen Brand und den Siebenjährigen Krieg (1757) schwer beschädigt, wurde sie 1763 zum letzten Mal erneuert.
Als sie Ende des 18. Jahrhunderts ihre strategische Bedeutung verlor, wurde sie teilweise abgebrochen. Die Reste wurden zwischen 1872 und 1874 abgetragen.

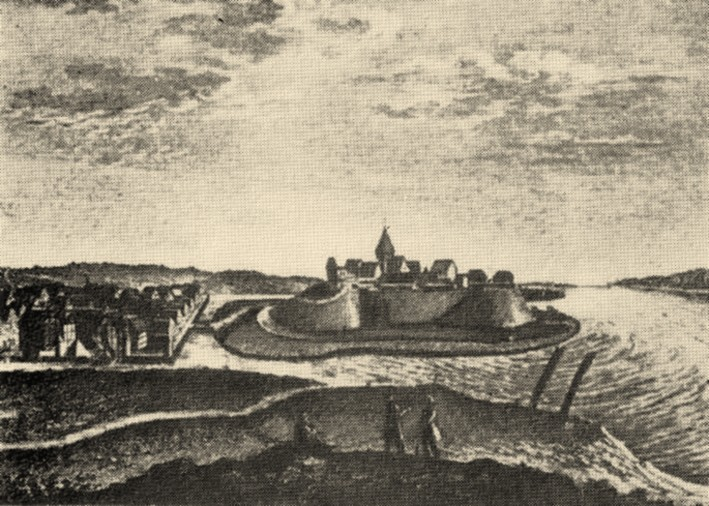
Memelburg mit gewaltigen Rondellen (um 1535)
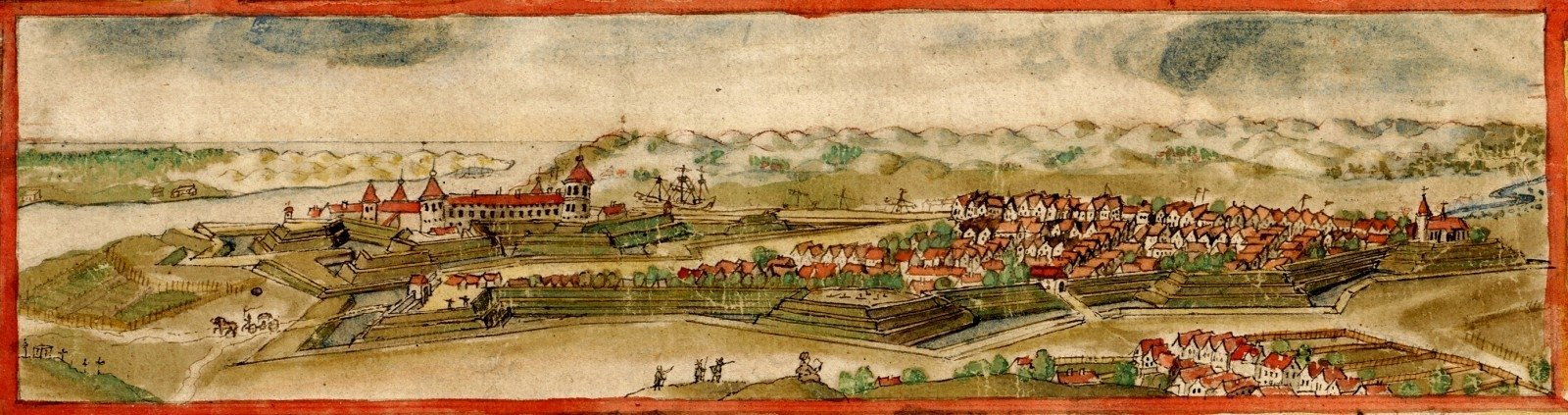
1674 zusammen mit der Stadt, gemalt von Juozas Narūnavičius
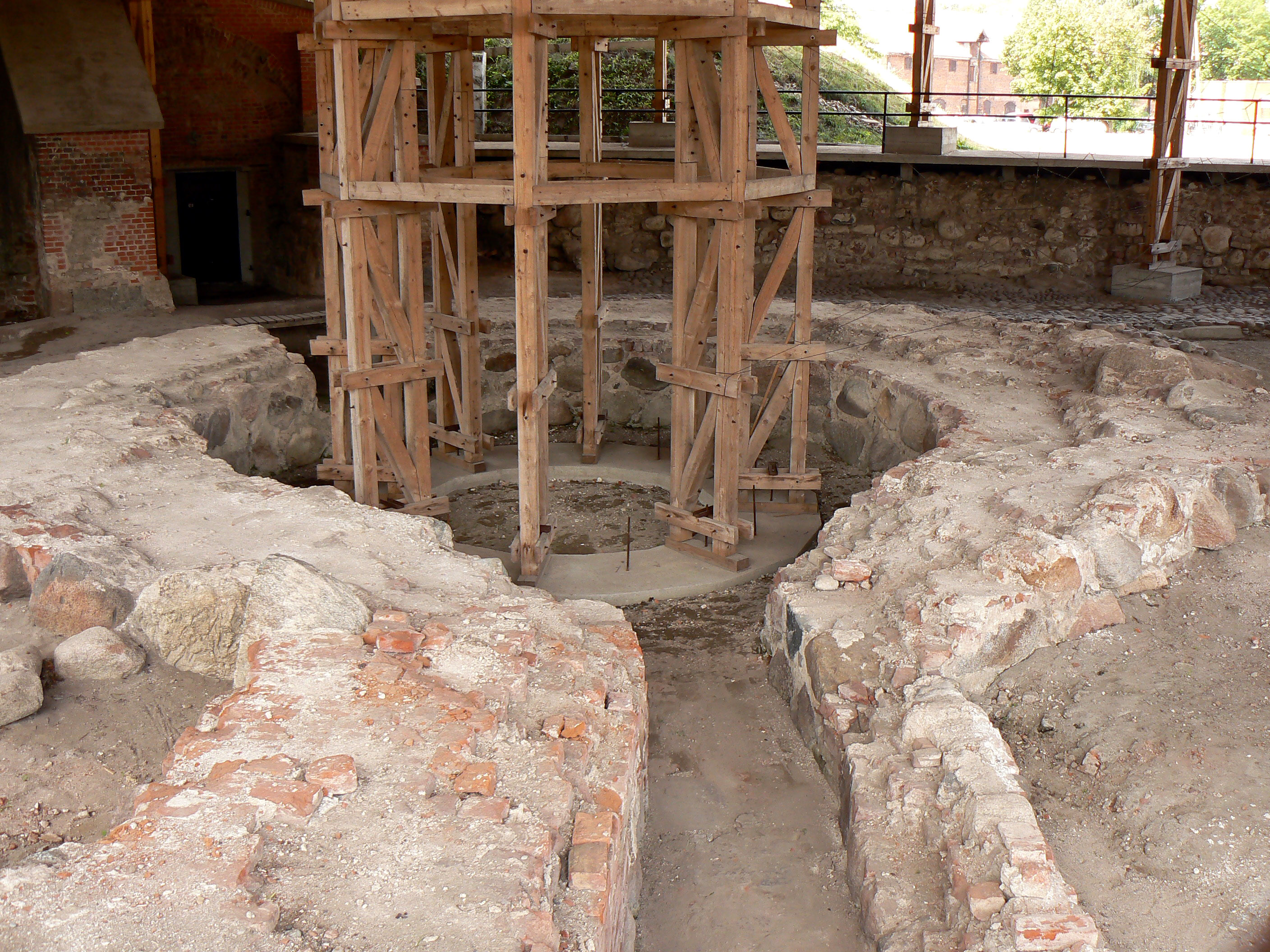
Mauern des Pulverturmes
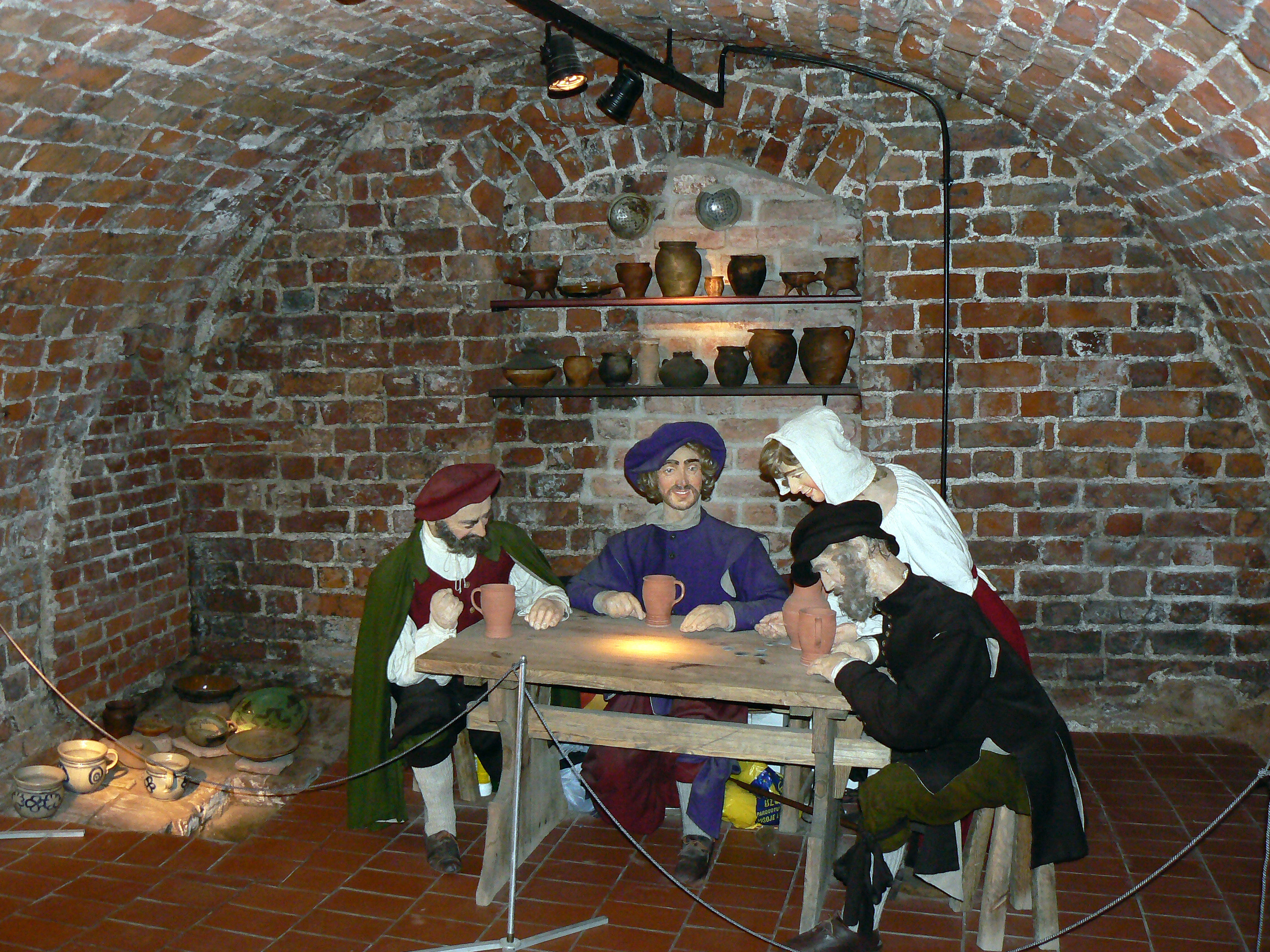
Kasematte (Burgmuseum)
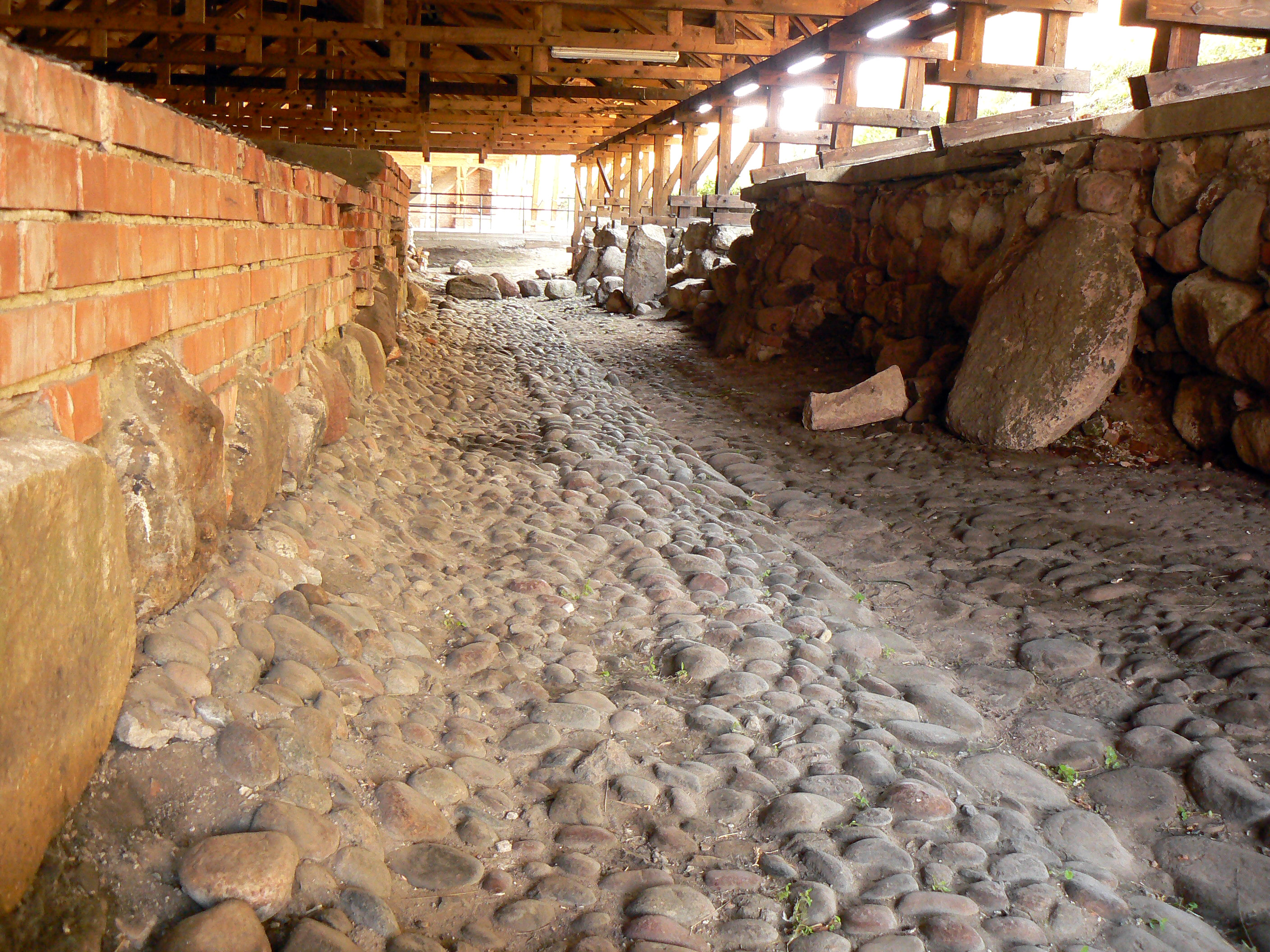
Freigelegte Mauerreste
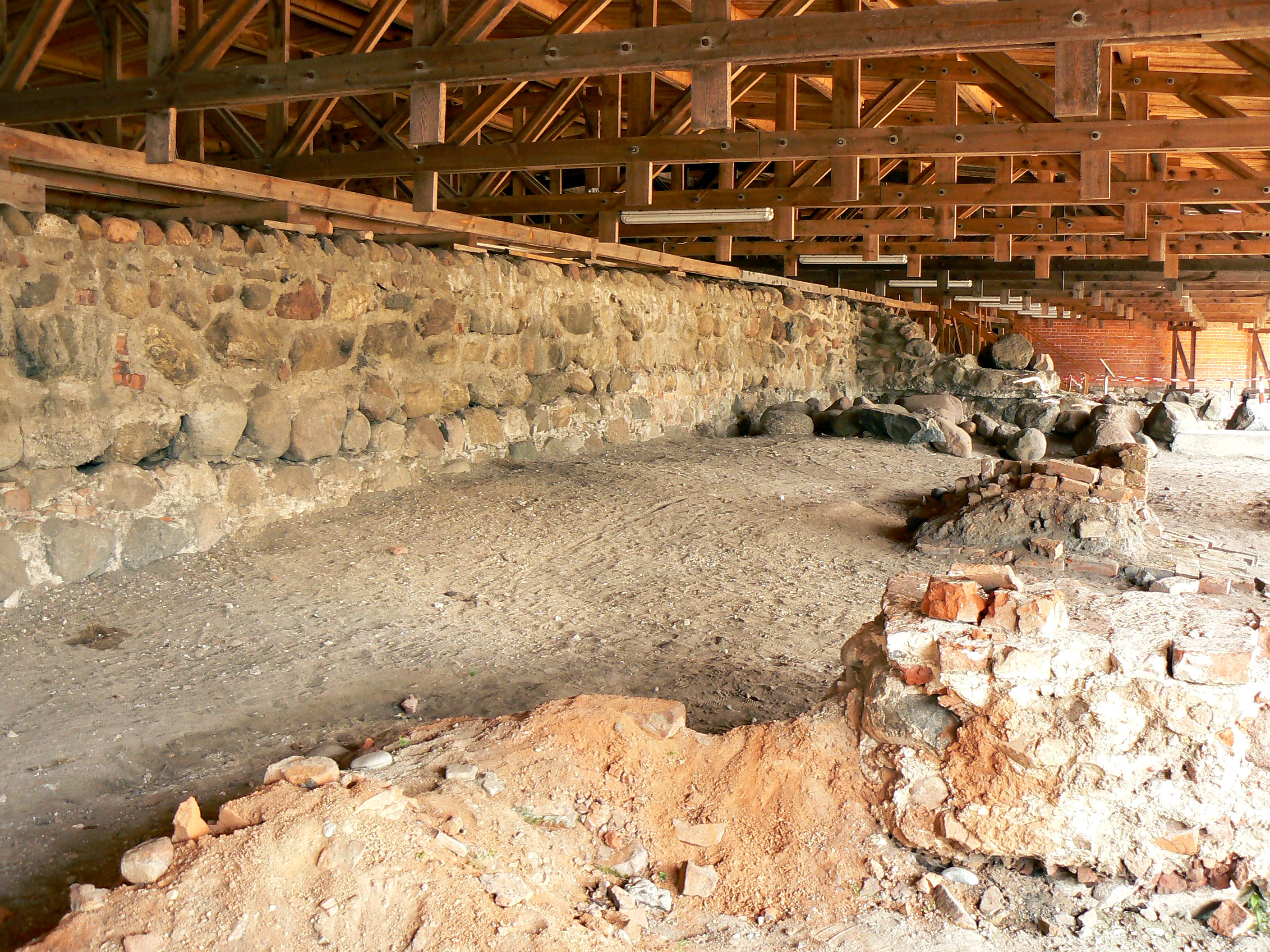
Mauerreste
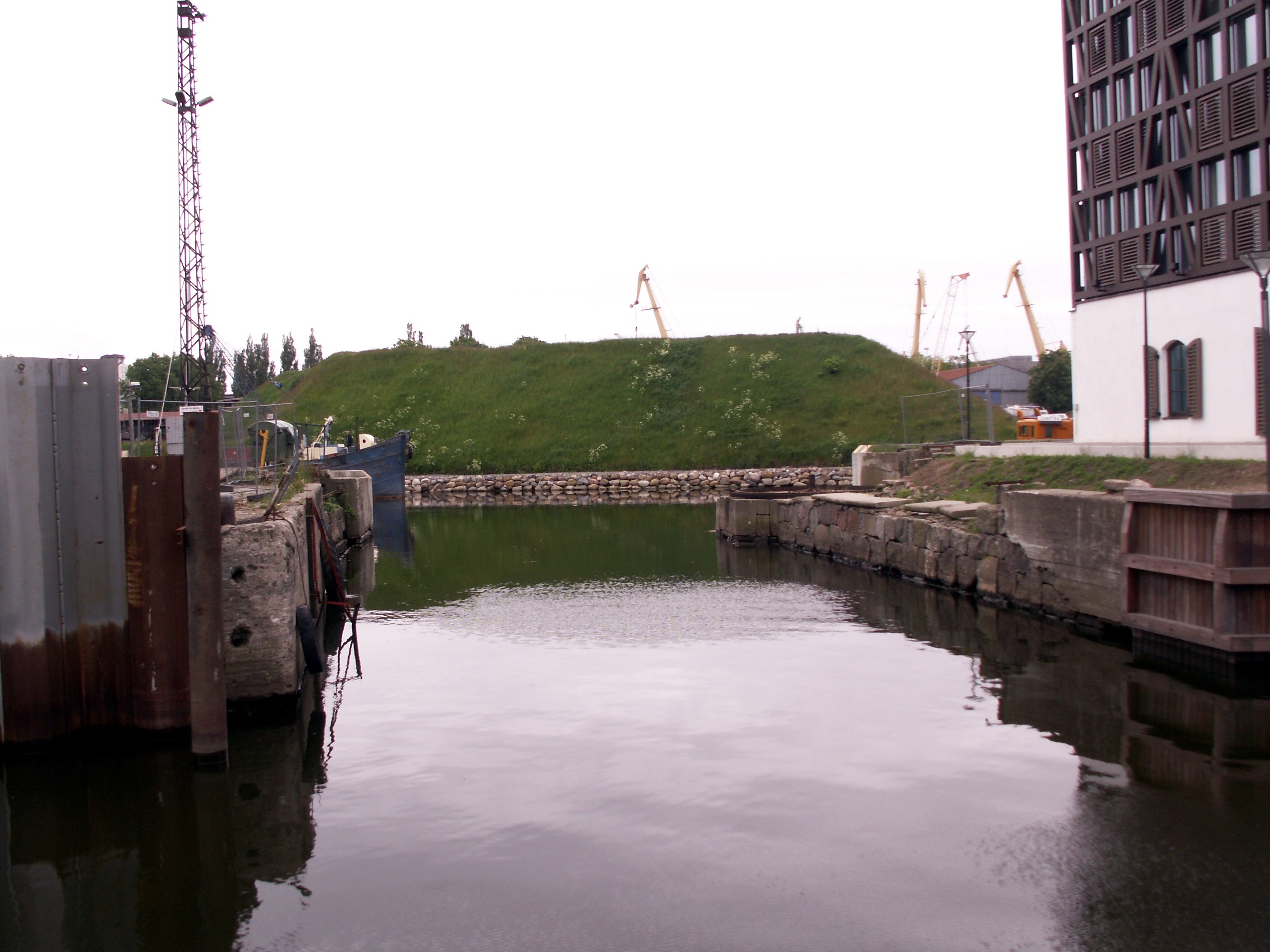
Wallanlage
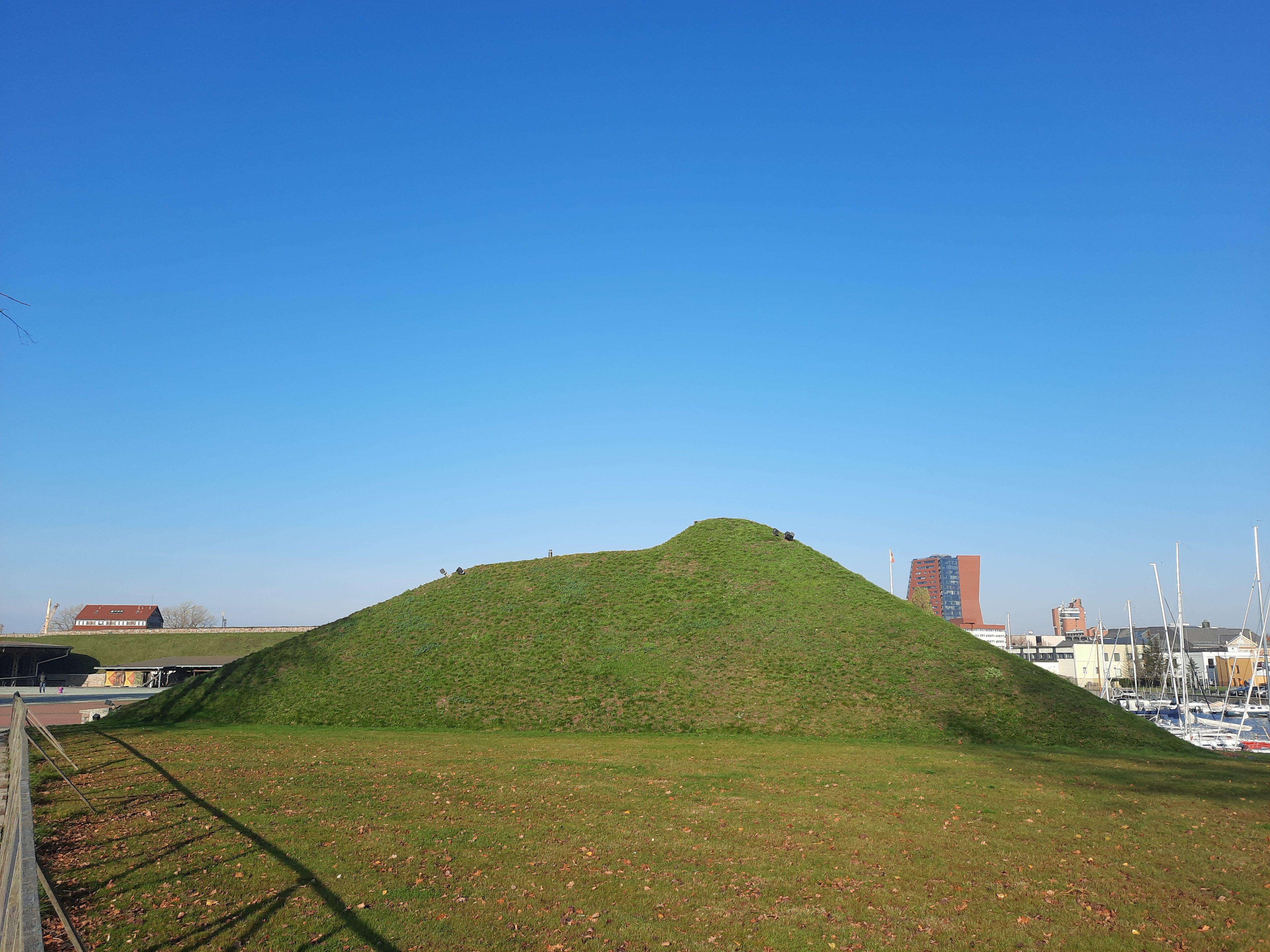
Schnitt des Wall
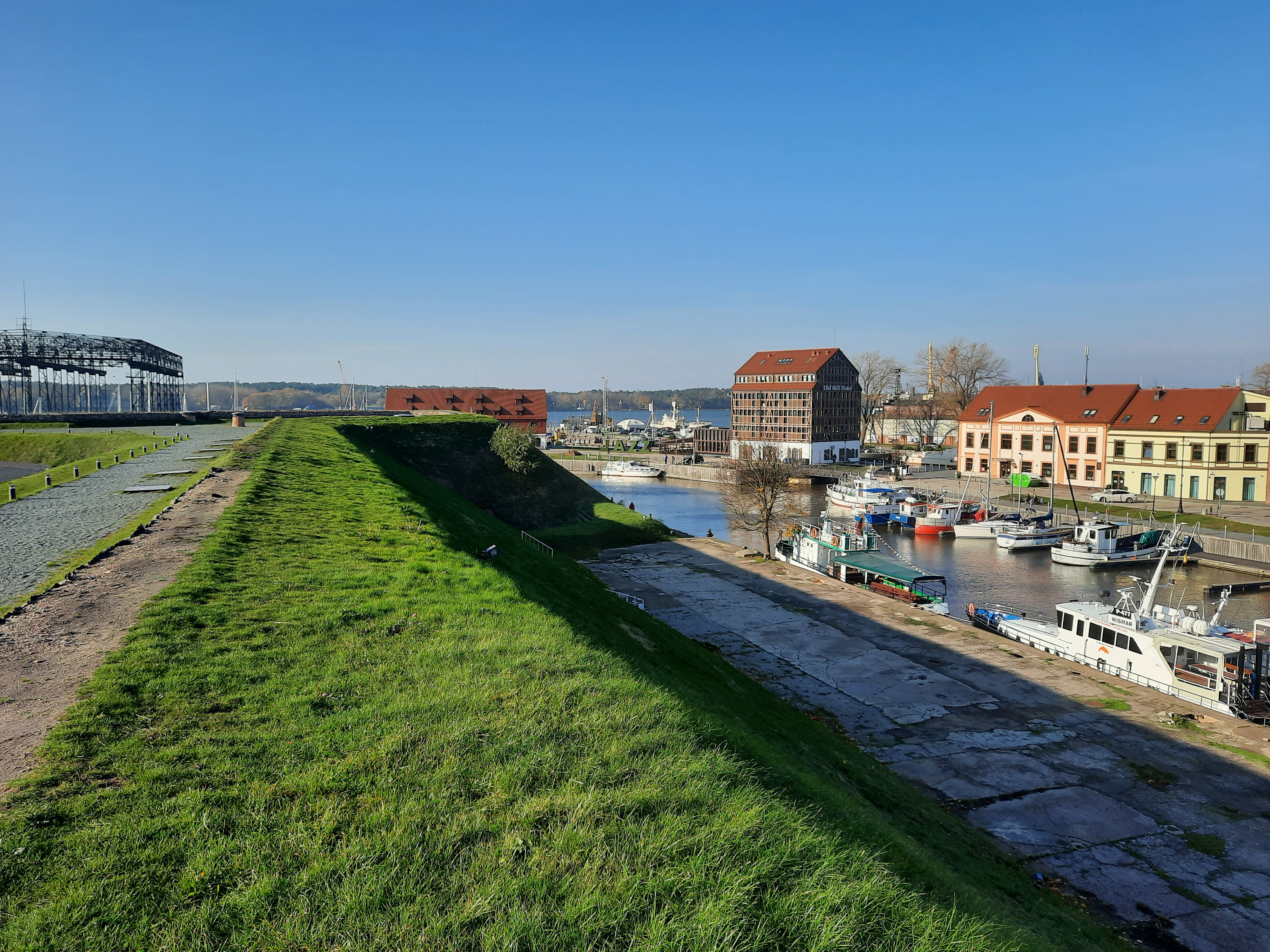
Wall
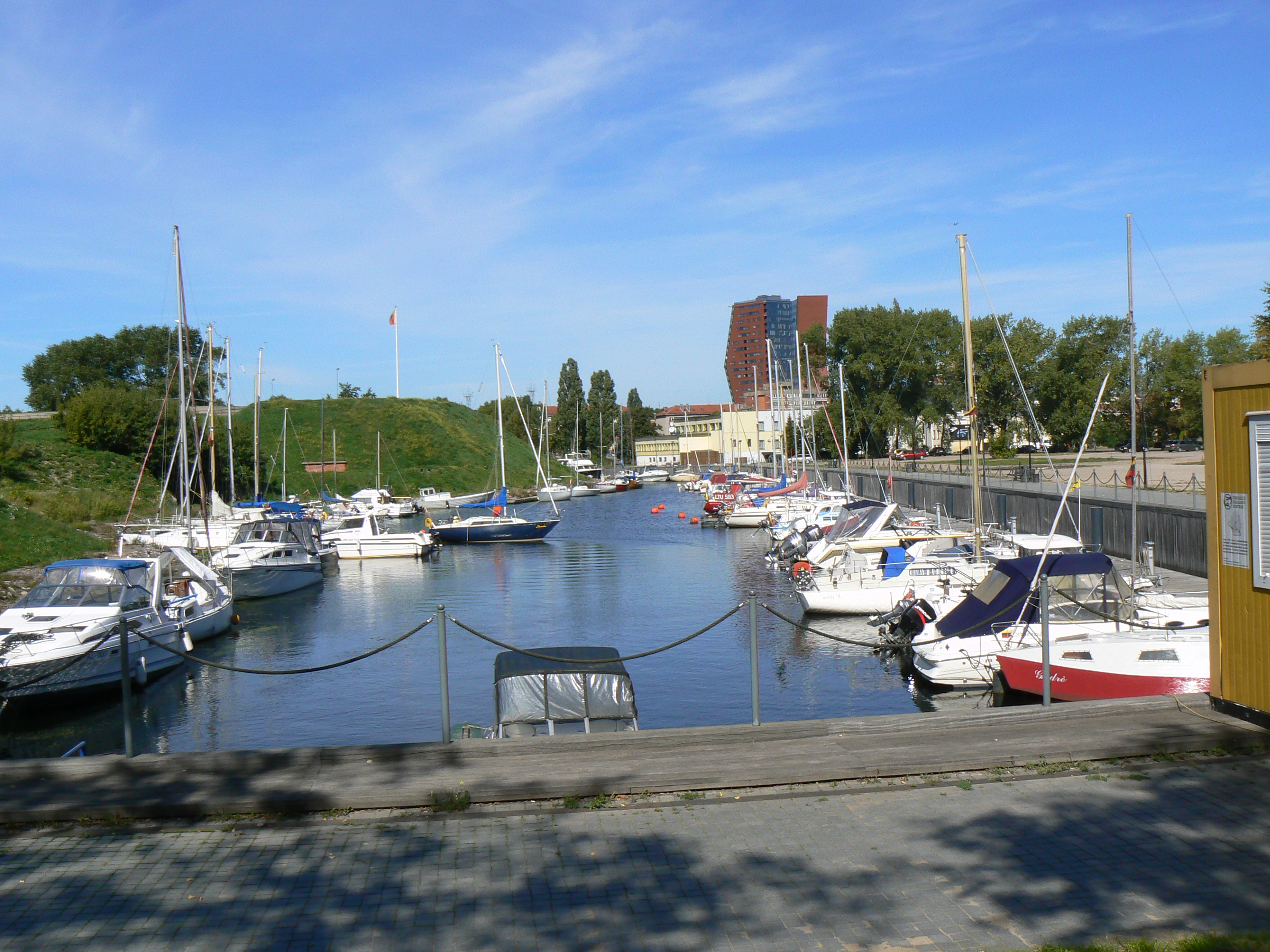
Wallanlage mit Hafen
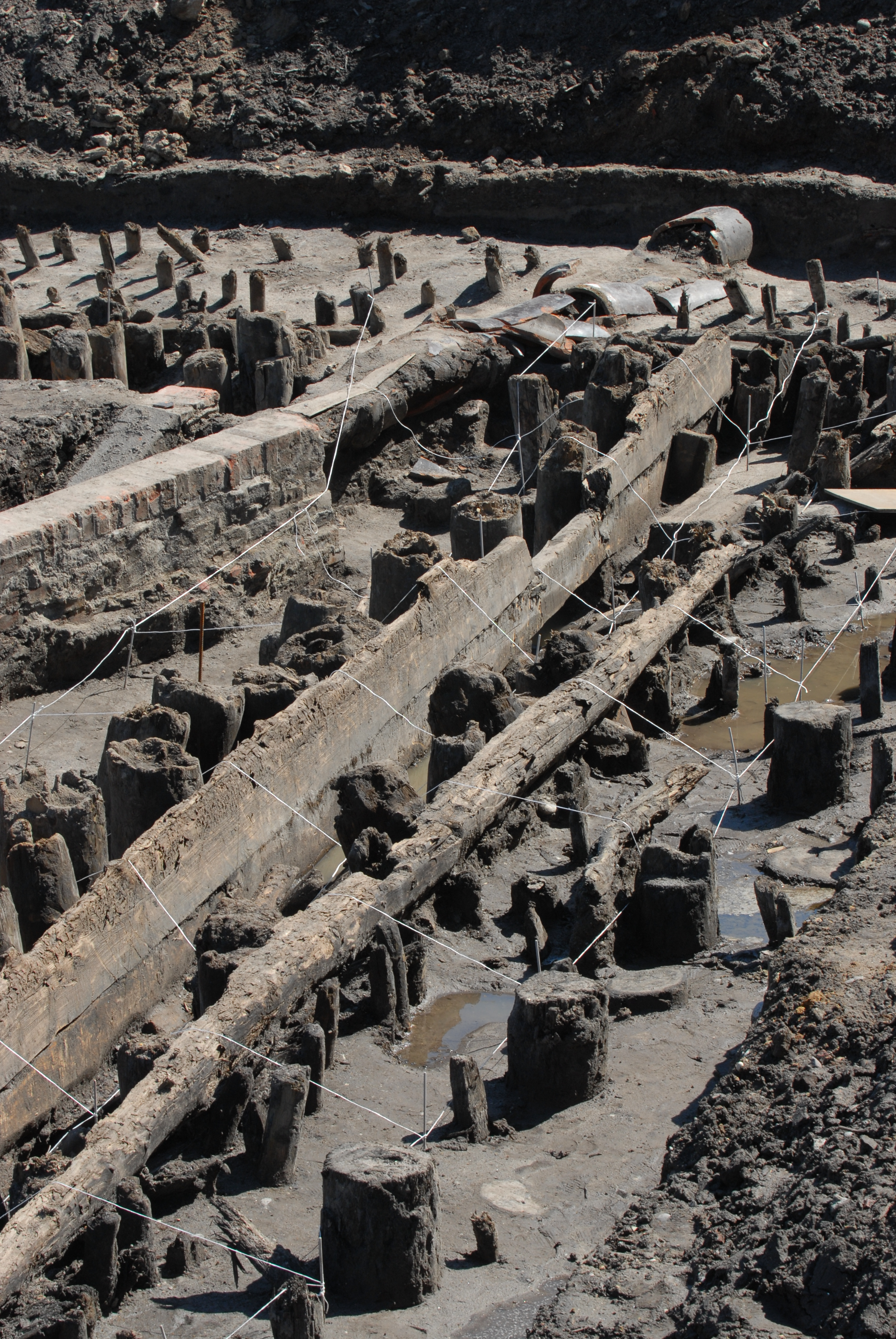
Ausgegrabene Holzstämme (Fundament)